# Vyšný Klátov
Vyšný Klátov (původně Vyšný Tejkeš, maďarsky Felsőtőkés) je obec na Slovensku v okrese Košice-okolí.

## Místopis
Obec se nachází přibližně 10 kilometrů západně od Košic. 

## Kultura a zajímavosti

### Památky
- Římskokatolický kostel Nejsvětější Trojice, jednolodní neoklasicistní stavba se segmentově ukončeným presbytářem a předsunutou věží z roku 1869. Stojí na místě starší stavby, z níž se dochovala pouze věž. Interiér je zaklenut pruskou klenbou. Nacházejí se zde historizující oltáře s prvky secese z počátku 20. století a neorokokové ramínkové lustry z konce 19. století.[3] Fasáda kostela je členěna pilastry, hlavní stěna je ukončena trojúhelníkovým štítem s tympanonem. Okna jsou půlkruhově ukončena. Věž s trojúhelníkovou korunní římsou je ukončena střechou ve tvaru jehlanu.

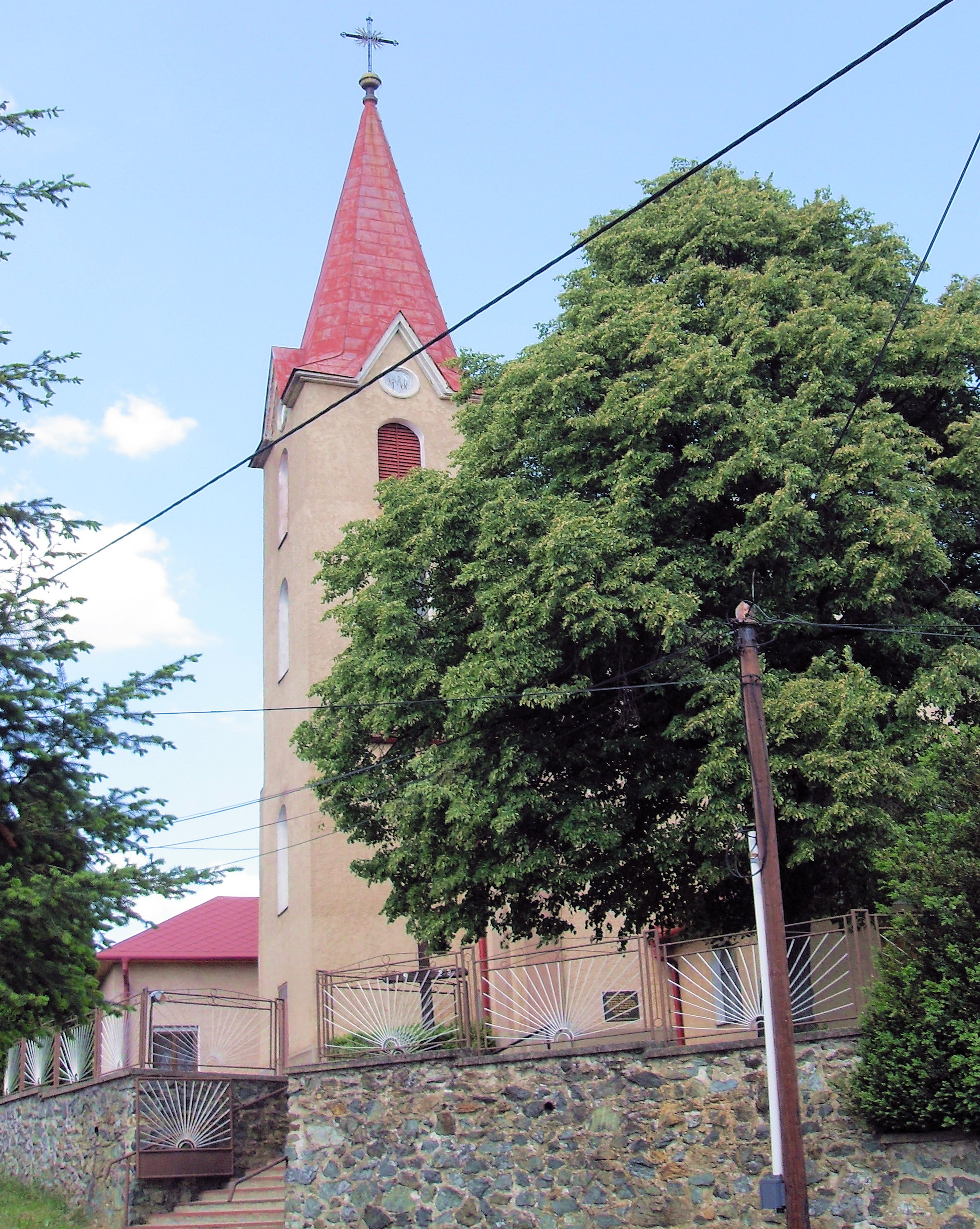
Kostel Nejsvětější Trojice

### Meteorit
28. února 2010 byl zaznamenán nad východním Slovenskem pád meteoritu, jehož první fragmenty se podařilo nalézt 20. března 2010 na katastrálním území obce. Později byly další fragmenty nalezeny západně od Košic. 

## Doprava
Do obce vede silnice 3. třídy, která směřuje od Nižného Klátova. Každý den sem jezdí pravidelná linka SAD. Do vesnice je možno se dostat i cestou přes Jahodnou.